# Martín López Lam
Martín López Lam (Lima, 1981) es un dibujante, artista gráfico y editor. 
En el año 2007 fundó Ediciones Valientes, un sello independiente dedicado a la vertiente menos comercial del mundo gráfico. También uno de los fundadores de Tenderete, el Festival de Autoedición Gráfica y Sonora que se celebra en Valencia dos veces al año. Participa en la edición Arco 09, representado por la Galería Rosa Santos. Actualmente no se le conoce representante.
Ganador del Premio Internacional de Novela Gráfica Fnac-Salamandra Graphic 2019.

## Publicaciones
Ha publicado la novela gráfica Parte de Todo Esto con Edicions De Ponent, en abril de 2013. También Sirio, con Fulgencio Pimentel.
Las edades de la rata Fnac-Salamandra Graphic.
Aparece en publicaciones como ARGH (España), Carboncito (Perú), El Buen Salvaje (Perú), Kuti (Finlandia), Puck (Italia), Kus (Letonia) o KomfortMag (Rep. Checa), además de trabajar con editoriales como Media Vaca, Ultrarradio, Aristas Martínez o Edicions De Ponent. Ha expuesto en las galerías Rosa Santos y Espai Tactel.